# Finländska frivilligbataljonen i Waffen-SS

Bataljonens fana

Finländska frivilligbataljonen i Waffen-SS-divisionen SS-Wiking var en bataljon i Waffen-SS mellan 1941 och 1943, som bestod av 1408 frivilligsoldater från Finland. Bataljonen förlorade under deras 2-åriga kontrakt 255 män i strid, 686 sårade och 14 försvunna.
De stred enbart på ryska fronten, och nådde som längst till staden Groznyj och floden Terek. 
Efter kriget var SS-Wiking en enhet som inte alls anklagades för några krigsbrott. Deras ledare Felix Steiner fullgjorde t.ex. inte Hitlers order om att skjuta alla ryska komissarer och politrucker man kom på.  
En finsk utredning publicerad i februari 2019 visar att de finska SS frivilliga troligen ändå var inblandade och var med, eller på plats vid massmord på judar och civila. 